# Пендлтон (округ, Западная Виргиния)
Округ Пендлтон (англ. Pendleton County) располагается в США, штате Западная Виргиния. Официально образован 4 декабря 1787 года, получил своё название в честь американского политического и государственного деятеля Эдмунда Пендлтона. По состоянию на 2012 год, численность населения составляла 7566 человек.

## География
По данным Бюро переписи США, общая площадь округа равняется 1808 км², из которых 1803 км² суша и 5 км² или 0,3 % это водоёмы.

### Соседние округа
- Грант (Западная Виргиния) — север
- Харди (Западная Виргиния) — северо-восток
- Рокингхем (Виргиния) — восток
- Огаста (Виргиния) — юг
- Хайленд (Виргиния) — юг
- Покахонтас (Западная Виргиния) — юго-запад
- Рандолф (Западная Виргиния) — запад

## Население
По данным переписи населения 2000 года в округе проживает 8 196 жителей в составе 3 350 домашних хозяйств и 2 355 семей. Плотность населения составляет 5 человек на км². На территории округа насчитывается 5 102 жилых строений, при плотности застройки около 3-х строений на км². Расовый состав населения: белые — 96,34 %, афроамериканцы — 2,12 %, коренные американцы (индейцы) — 0,27 %, азиаты — 0,18 %, гавайцы — 0,04 %, представители других рас — 0,28 %, представители двух или более рас — 0,77 %. Испаноязычные составляли 0,89 % населения независимо от расы.
В составе 28 % из общего числа домашних хозяйств проживают дети в возрасте до 18 лет, 57,4 % домашних хозяйств представляют собой супружеские пары проживающие вместе, 8,1 % домашних хозяйств представляют собой одиноких женщин без супруга, 29,7 % домашних хозяйств не имеют отношения к семьям, 25,8 % домашних хозяйств состоят из одного человека, 12,2 % домашних хозяйств состоят из престарелых (65 лет и старше), проживающих в одиночестве. Средний размер домашнего хозяйства составляет 2,4 человека, и средний размер семьи 2,87 человека.
Возрастной состав округа: 21,8 % моложе 18 лет, 7,3 % от 18 до 24, 27 % от 25 до 44, 26,1 % от 45 до 64 и 17,8 % от 65 и старше. Средний возраст жителя округа 41 лет. На каждые 100 женщин приходится 101,3 мужчин. На каждые 100 женщин старше 18 лет приходится 101,5 мужчин.
Средний доход на домохозяйство в округе составлял 30 429 USD, на семью — 34 860 USD. Среднестатистический заработок мужчины был 25 342 USD против 16 753 USD для женщины. Доход на душу населения составлял 15 805 USD. Около 8 % семей и 11,4 % общего населения находились ниже черты бедности, в том числе — 13,6 % молодежи (тех кому ещё не исполнилось 18 лет) и 12,5 % тех кому было уже больше 65 лет.